# Hurst (Berkshire)
Pour les articles homonymes, voir Hurst.
Hurst est une paroisse civile et un village du Berkshire, en Angleterre.